# Podlesie (powiat sierpecki)
Podlesie – wieś w Polsce położona w województwie mazowieckim, w powiecie sierpeckim, w gminie Szczutowo. Ma status sołectwa.
W latach 1975–1998 miejscowość należała administracyjnie do województwa płockiego.
Ludność żyje głównie z pracy na roli. Hodowane są tam głównie krowy mleczne, których mleko trafia do Zakładu Mleczarskiego w Sierpcu. 